# نیروی زمینی رومانی
نیروهای زمینی رومانی (رومانیایی: Forțele Terestre Române) نیروی زمینی زیرمجموعه نیروهای مسلح رومانی است، که در سال ۱۸۵۹ تأسیس شد.